# گورسکو دیولوو
گورسکو دیولوو (به بلغاری: Gorsko Dyulevo) یک منطقهٔ مسکونی در بلغارستان است که در شهرستان مومچیلگراد واقع شده‌است.